# Alfred Tysoe
Alfred Ernest Tysoe (Padiham, 21 maart 1874 - Blackpool, 26 oktober 1901) was een Brits atleet.

## Biografie
Tysoe won tijdens de Olympische Zomerspelen 1900 in het Franse Parijs de gouden medaille op de 800 meter en de 5000 meter in teamverband.

## Palmares

### 800 m
- 1900:  OS - 2.01,2

### 500 m team
- 1900:  OS - 26 punten

1896: Teddy Flack ·
1900: Alfred Tysoe ·
1904: Jim Lightbody ·
1908: Mel Sheppard ·
1912: Ted Meredith ·
1920: Albert Hill ·
1924: Douglas Lowe ·
1928: Douglas Lowe ·
1932: Tommy Hampson ·
1936: John Woodruff ·
1948: Mal Whitfield ·
1952: Mal Whitfield ·
1956: Tom Courtney ·
1960: Peter Snell ·
1964: Peter Snell ·
1968: Ralph Doubell ·
1972: Dave Wottle ·
1976: Alberto Juantorena ·
1980: Steve Ovett ·
1984: Joaquim Cruz ·
1988: Paul Ereng ·
1992: William Tanui ·
1996: Vebjørn Rodal ·
2000: Nils Schumann ·
2004: Joeri Borzakovski ·
2008: Wilfred Bungei ·
2012: David Rudisha ·
2016: David Rudisha ·
2020: Emmanuel Korir ·
2024: Emmanuel Wanyonyi